# Constantin Prezan
 Constantin Prezan , né à Butimanu le 27 janvier 1861 et mort à Bucarest le 27 août 1943 est un militaire roumain qui combattit durant la Première Guerre mondiale, il fut fait maréchal en 1930.

## Carrière militaire
Il fit ses études militaires à Bucarest et en France.
Il a commandé le IVe corps d'armée (en) en 1915-1916 puis la 4e armée plus tard en 1916 lors de la campagne de Transylvanie puis lors de la défense de Bucarest en novembre 1916.
En juillet 1916, en tant que chef de l'état-major général de l'Armée roumaine (poste qu'il va occuper jusqu'en 1920), il était opposé à August von Mackensen.